# Kangru (Estonie)
Kangru est un petit bourg (alevik) estonien de la région d'Harju, au nord du pays. Il appartient à la commune de Kiili. 

## Population
Sa population était de 431 habitants en 2009. 
Au 31 décembre 2011,  le bourg compte 801 habitants.

## Géographie
Il est situé à 10 km au sud de Tallinn.

## Histoire
Kangru a obtenu le statut de petit bourg en 2008. Auparavant c'était un village.